# Annie Nicolette Zadoks-Josephus Jitta
Annie Nicolette Zadoks-Josephus Jitta (Amsterdam, 17 december 1904 – Amsterdam, 30 mei 2000) was een Nederlandse klassiek archeologe en kunsthistorica. Zij was een autoriteit op het gebied van de Romeinse oudheid, met name Romeinse bronzen beeldjes, portretkunst en numismatiek. Zadoks-Josephus Jitta staat te boek als een invloedrijke archeologe die bepalend is geweest voor het gezicht van de klassieke archeologie in Nederland. Zij is eens omschreven als 'the grand old lady of Dutch archaeology'.
Zadoks-Josephus Jitta werd in 1904 geboren aan de Amsterdamse Keizersgracht in een welgestelde Joodse familie. Haar vader was de arts en wethouder Nicolaas Marinus Josephus Jitta. Zij begon op het lyceum in Amsterdam, volgde daarna een tijdje het gymnasium in Utrecht, en deed uiteindelijk op het Gymnasium Haganum eindexamen. Ze studeerde kunstgeschiedenis aan de Universiteit Leiden. Een van haar leermeesters daar was de archeoloog Alexander Byvanck. Op 27 april 1928 trouwde ze met Carel Zadoks. In 1932 promoveerde Zadoks-Josephus Jitta aan de Gemeente Universiteit bij Geerto Snijder en David Cohen op het proefschrift Ancestral portraiture in Rome and the art of the last century of the Republic.
Na de oorlog - een voor haar zeer moeilijke tijd waarin zij haar echtgenoot verloor - werd Zadoks-Josephus Jitta conservator bij het Koninklijk Penningkabinet in Den Haag (1948-1962). Vanaf 1954 doceerde zij ook klassieke archeologie aan de Rijksuniversiteit Groningen, eerst als lector, later als hoogleraar. Daarnaast was zij lange tijd redacteur van Hermeneus - Tijdschrift voor antieke cultuur. In 1975 ging zij met emeritaat. Die gelegenheid werd gemarkeerd met de publicatie van een lijvige feestbundel, Festoen (1976). In 1990-1991 werd Zadoks-Josephus Jitta geëerd met een speciale tentoonstelling, Goden en hun beestenspul, die onder andere in het Allard Pierson Museum was te zien.

## Publicaties
Zadoks-Josephus Jitta heeft een groot aantal wetenschappelijke en populairwetenschappelijke publicaties op haar naam staan. Bekend is de wetenschappelijke catalogus van alle Romeinse bronzen beeldjes die in Nederland zijn opgegraven (Roman bronze statuettes from the Netherlands, I-II, 1967, 1969. I.s.m. W.J.T. Peters en W.A. van Es). Haar bekendste publicatie is wellicht het handboek Antieke cultuur in beeld (1935), dat meerdere drukken beleefde en op veel middelbare scholen is gebruikt. Een boek voor een breder publiek is De hond staat model uit 1938.
- Bibsys: 90952134
- Bibliothèque nationale de France: cb12171317v (data)
- Digitale Bibliotheek voor de Nederlandse Letteren: zado001
- Gemeinsame Normdatei: 123365619
- International Standard Name Identifier: 0000 0000 6300 7593
- Library of Congress Control Number: n50014690
- Nationale bibliotheek van Australië: 35625742
- Nationale Bibliotheek van Israël: 987007422916305171
- Nederlandse Thesaurus van Auteursnamen: 068299613
- LIBRIS: 201233
- Système universitaire de documentation: 030258979
- Semantic Scholar: 115146616
- Trove: 1019946
- Virtual International Authority File: 71431881
- WorldCat: E39PBJtX4FfTYyX8y3HP7xc773